# Ain't No Nigga
"Ain't No Nigga" é o segundo single do álbum de estreia do rapper Jay-Z, Reasonable Doubt. A canção apresenta uma longa estrofe na forma de rap de Foxy Brown, que tinha dezesseis anos na época.

## Lista de faixas do single

### Vinil

#### Lado-A
1. "Ain't No Playa (Rae & Christian Mix)"
2. "Ain't No Playa (Original Mix)"

#### Lado-B
1. "Ain't No Playa (Fresh to Def Mix)"
2. "Ain't No Playa (New York Street Mix)"

### Vinil (Remixes)

#### Lado-A
1. "Ain't No Nigga (Ganja Kru Mix)"

#### Lado-B
1. "Can't Knock the Hustle (Desired State Remix)"